# فوکه بوی
فوکه بوی (هلندی: Foeke Booy؛ زادهٔ ۲۵ آوریل ۱۹۶۲) یک بازیکن فوتبال سابق و مربی کنونی اهل هلند است.